# Wetrix
Wetrix è un videogioco rompicapo del 1998, uscito inizialmente per Nintendo 64 e successivamente pubblicato anche per Game Boy Color, Sega Dreamcast e su PC per Microsoft Windows 95/98.
Nel 2000 è stato pubblicato il sequel del gioco, Aqua Aqua: Wetrix 2, per PlayStation 2.

## Modalità di gioco
L'obiettivo del gioco è quello di guadagnare quanti più punti possibile, attraverso la costruzione di dighe e di laghi all'interno di un paesaggio. Questo si ottiene manovrando diversi tipi di pezzi che cadono sul campo di gioco, uno alla volta (in modo simile al puzzle Tetris). Ogni pezzo ha diversi effetti sul campo. I pezzi che il giocatore dovrà gestire sono:
- gli "Upper" (frecce rosse con la punta rivolta verso l'alto), che possono essere utilizzati per innalzare l'area del terreno su cui cadono;
- le "Bolle d'acqua", che devono essere manovrate in modo da cadere all'interno di un recinto;
- i "Downer" (frecce verdi con la punta rivolta verso il basso) che possono essere utilizzati per abbassare i muri che sono diventati troppo alti o unificare i laghi;
- le "Palle di fuoco", che possono essere utilizzate per abbattere muri o per fare evaporare l'acqua;
- le "Bombe", che possono danneggiare il paesaggio o creare dei crateri sulla superficie.

Con il progredire della partita il livello aumenta e con esso anche la velocità di gioco. Il giocatore deve impedire che l'acqua fuoriesca dalla superficie di gioco e finisca nel canale, infatti, quando l'indicatore del canale (a destra dello schermo) sarà pieno, la partita terminerà.